# Lesknáčkovití (brouci)
Lesknáčkovití (Nitidulidae) jsou jednou z čeledí brouků podřádu všežraví.
Jsou to malí brouci (5–12 mm) vejcovitého tvaru, obvykle temně zbarvení, s hrbolatými tykadly. Některé druhy jsou červeně nebo žlutě tečkované nebo pruhované.
Živí se hlavně rozkládajícími se rostlinami, přezrálým ovocem a některé druhy jsou považovány za škůdce.

## Dělení do podčeledí

### Carpophilinae
- Carpophilus
  - Carpophilus hemipterus
- Urophorus

### Cillaeinae
- Brachypeplus

### Cryptarchinae
- Cryptarcha
- Glischrochilus
  - Glischrochilus quadripunctatus
- Pityophagus
  - Pityophagus ferrugineus

### Epuraeinae
- Epuraea
  - Epuraea depressa

### Meligethinae
- Meligethes
  - Meligethes aeneus (Fabricius, 1775), resp. Brassicogethes aeneus (Fabricius, 1775) – blýskáček řepkový; blýskáček známý např. z květů pampelišek
- Meligethinus
- Pria

### Nitidulinae
- Amphotis
- Cychramus
- Cyllodes
- Ipidia
- Ithyra
- Nitidula
- Omosita
  - Omosita colon
- Oxystrongylus
- Phenolia
- Physoronia
- Pocadius
- Soronia
- Stelidota
- Thalycra
- Xenostrongylus